# رانده‌ماهی
رانده‌ماهی (نام علمی: Nomeidae) نام یک تیره از راسته سوف‌ماهی‌سانان است.